# Blaqk Audio
A Blaqk Audio egy elektronikus projekt, Davey Havok és Jade Puget által, akik mindketten az AFI tagjai (is). A Blaqk Audio-ban Havok a dalszövegíró és énekes, Puget mind a zenét írja, mind programoz. A duó az Interscope Records-hoz tartozik, és első, debütáló albumuk, a CexCells 2007. augusztus 14-én jelent meg. A zenekar úgy írja le magát, mint „Két srác szerelemben a szintetizátorokkal és szoftverrel”.

## Alapok
Az AFI egyre inkább elektronikus elemeket tartalmazott utóbbi albumain; a 2003-ban kiadott Sing the Sorrow és a 2006-os Decemberunderground is megjelöli Pugetet programozással. Ezek a szintetizált elemek különösen jelen vannak a dalokban, mint a „Death of Seasons” és a „37mm”. 2006 augusztusában, a Guitar World egyik számában, Puget azt mondta, hogy az AFI dal „37mm” és „Love Like Winter” mindketten a Blaqk Audio projekt részei voltak. A programozás elemei viszont már a korai, 2000-es megjelenésű, The Art of Drowning-on is megtalálhatóak, ahol a „The Despair Faction”-ben dobgépet használtak.
Havok azt állította, hogy a Blaqk Audio koncepciója 2001-2002 körül indulhatott ki. A projekt kicsit zátonyra futott egy kiterjedt időszakra, amíg végül 2006-ban felélesztették. Puget a Blaqk Audio fejlesztésén dolgozott minden szabadidejében az AFI turnén, dalírással, mielőtt elküldte volna Havoknak, hogy írjon dallamokat és dalszöveget. Ahogy Jade magyarázta, sokfajta hangzást próbáltak ki, mivel sokfajta elektronikus zene befolyásolta őket.
2007 januárjában Havok és Puget elkezdték felvenni dalaikat a stúdióban, amelyek első albumukon szerepelhettek. Puget folyamatosan értesítette a rajongókat blogján keresztül, mielőtt a Blaqk Audio Myspace-e elkészült Februárban. Azóta mindkét tag számos frissítést közölt Myspace-ük blogján.

## Diszkográfia

### Stúdió albumok
| Kiadás Ideje   | Cím      | Kiadó              | Billboard Helyezés | U.S. Billboard 200 | U.S. Sales |
| -------------- | -------- | ------------------ | ------------------ | ------------------ | ---------- |
| 14 August 2007 | CexCells | Interscope Records | 18                 | 50,000             |            |

### Kislemezek
| Év   | Cím             | U.S. Billboard Top 100 | U.S. Modern Rock Dalok | U.S. Mainstream Rock Dalok | Angol kislemez lista | Album    |
| ---- | --------------- | ---------------------- | ---------------------- | -------------------------- | -------------------- | -------- |
| 2007 | "Stiff Kittens" | -                      | 20                     | -                          | -                    | CexCells |